# Dom dla samotnych na Rybakach w Poznaniu
Dom dla samotnych na Rybakach (także: Dom dla kawalerów) – dawny dom dla osób samotnych, zlokalizowany w Poznaniu, przy ul. Rybaki na Rybakach.
Dom był jedną ze społecznych inwestycji miejskich, które w latach 20. XX wieku intensywnie realizowano w Poznaniu (np. osiedle socjalne na Zagórzu, czy osiedle robotnicze na Górczynie). Obiekt powstał w 1927 według projektu Jerzego Tuszowskiego. Fasadę opracowano płasko, nawiązując do empireowej kamienicy na parceli obok. Budynek, z uwagi na niepewny grunt, palowano z użyciem nowoczesnych wówczas technik. Detal użyto skromnie, nawiązując do realizacji epoki stanisławowskiej (portal wejściowy, festony i cztery klasycyzujące wazy). Podobne eksperymenty stylowe zaistniały np. w zespole mieszkaniowym przy ul. Wspólnej. Budynek posiadał dwie części – frontową i skrzydło od podwórza. Mieścił 130 pokoi kawalerskich i jedno mieszkanie trzypokojowe z kuchnią. Wspólnym pomieszczeniem dla wszystkich mieszkańców była czytelnia.